# Copa de Esón

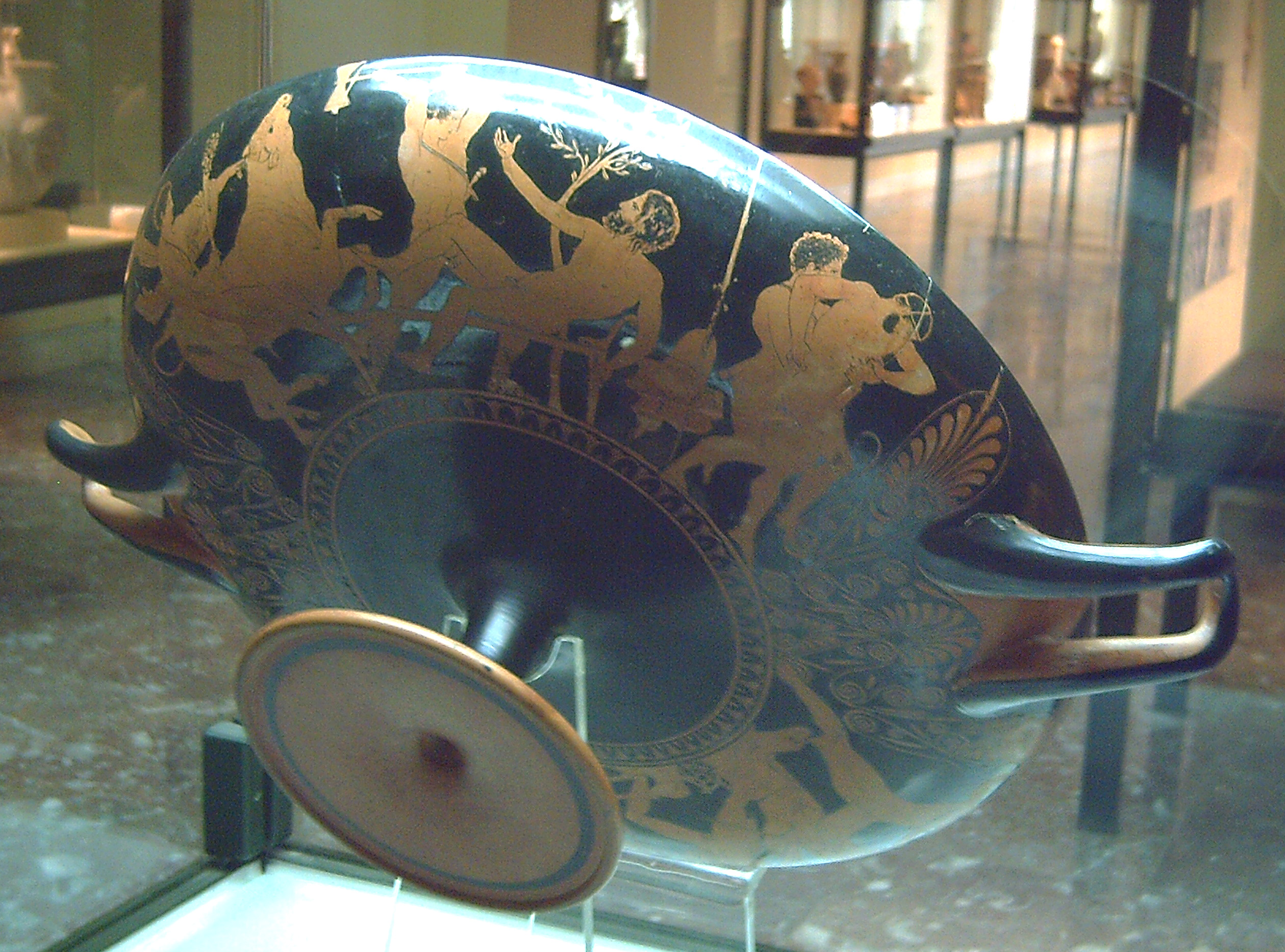
Imagen de la Copa de Esón del Museo Arqueológico Nacional.

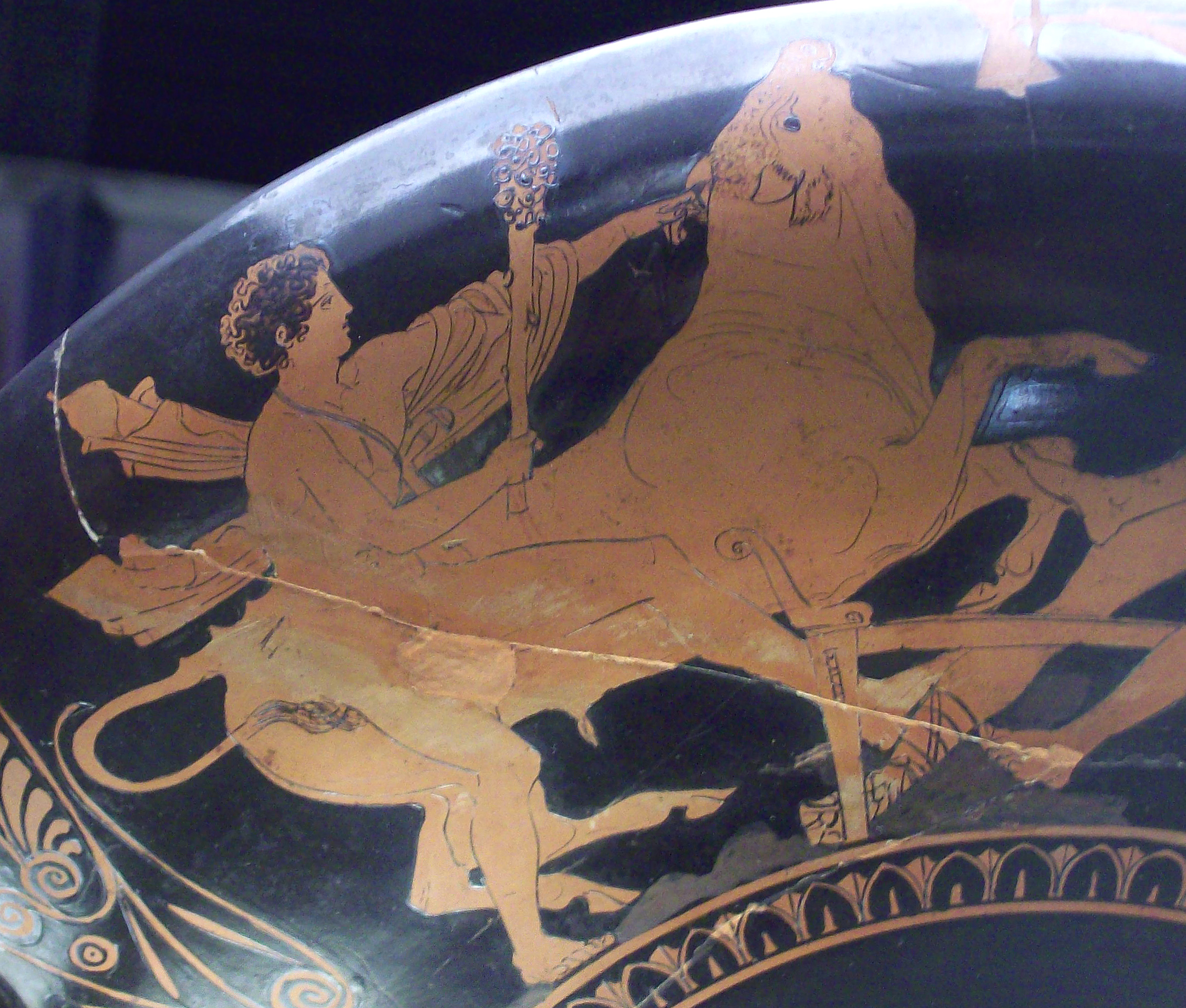
Teseo captura al Toro de Maratón, (Detalle de la Copa de Esón).

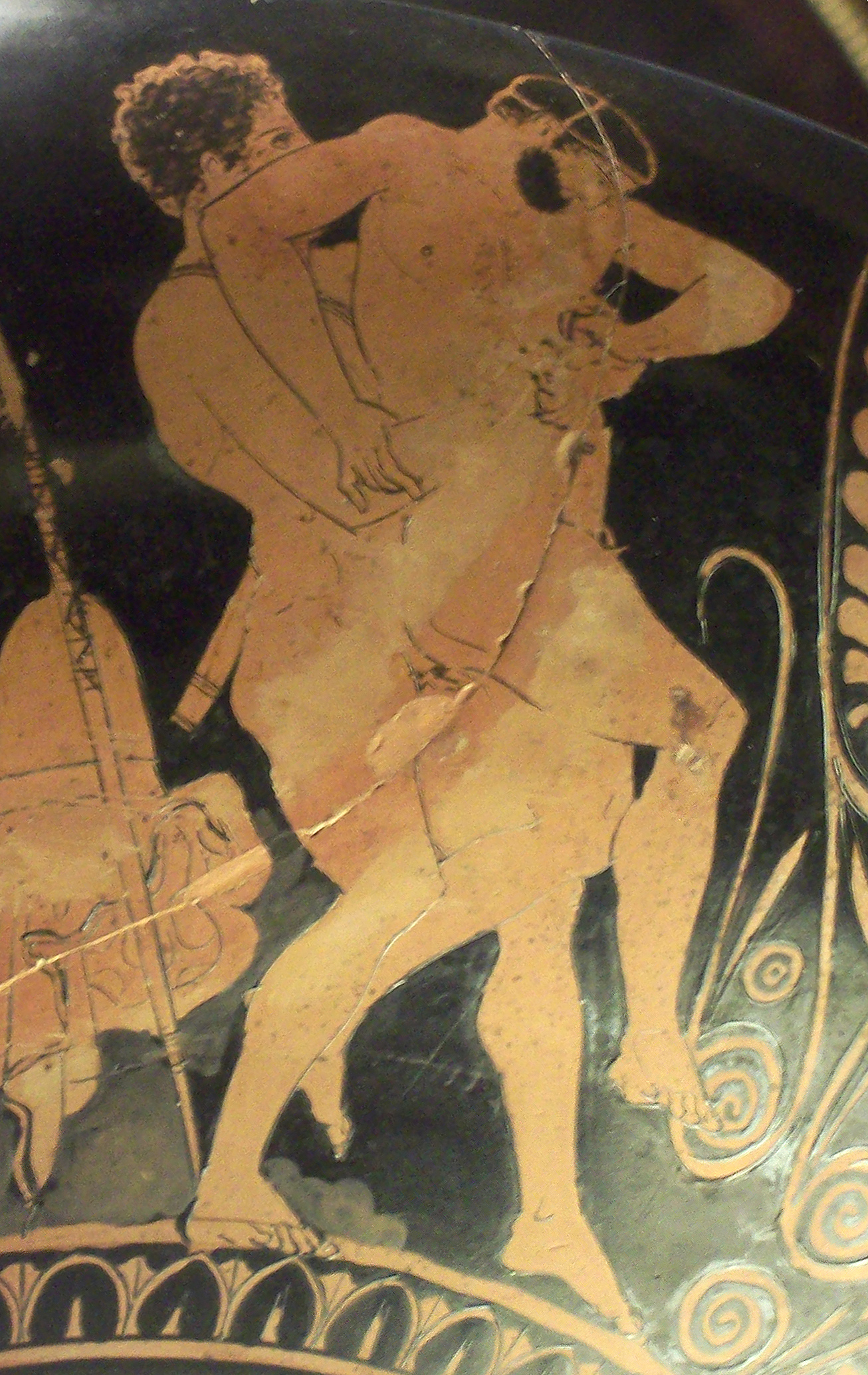
Teseo lucha con Cerción. (Detalle de la parte inferior de la Copa de Esón).

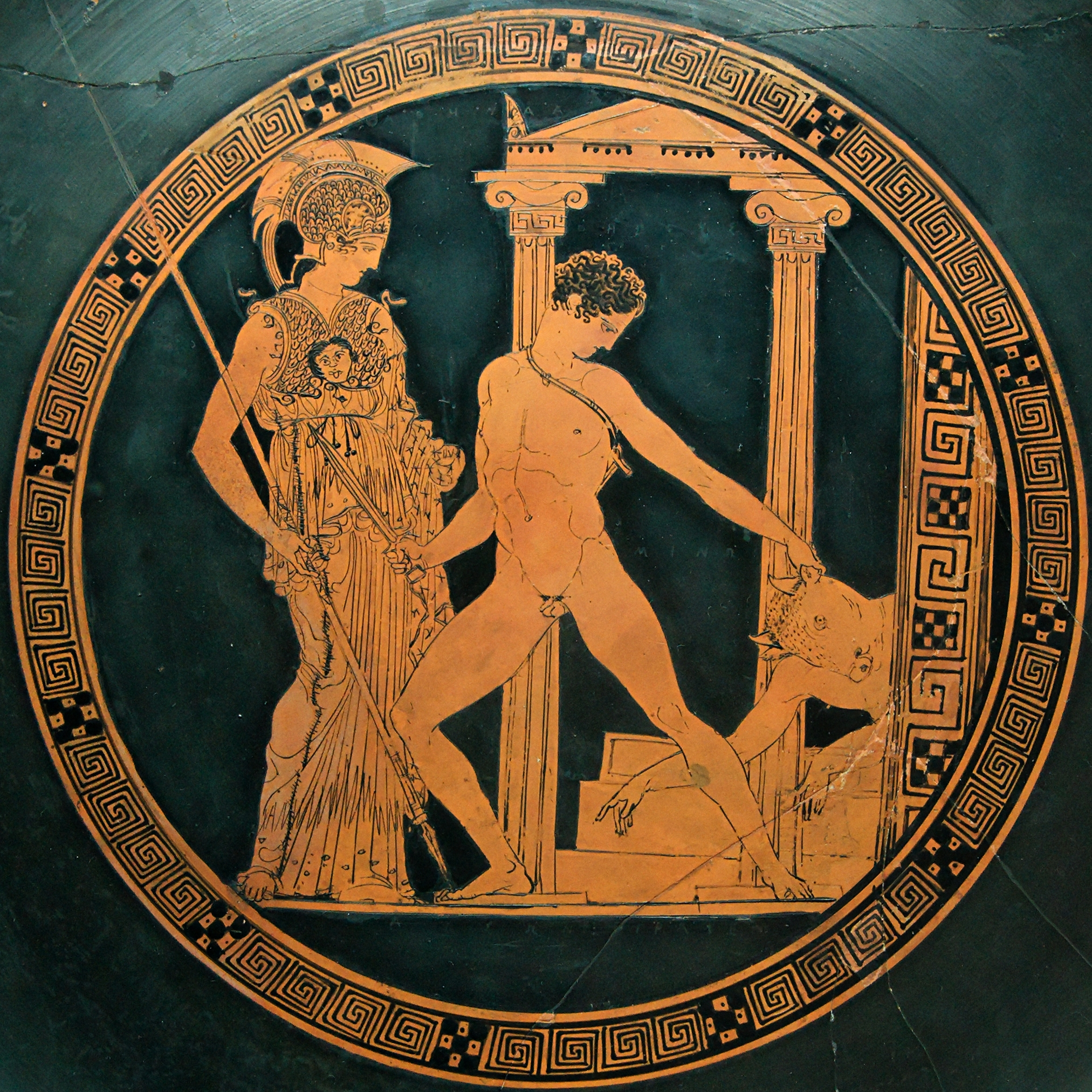
El tondo del kílix muestra la victoria de Teseo sobre el Minotauro en presencia de Atenea.

La Copa de Esón es un kílix (vaso de cerámica para beber vino, con un cuerpo ancho y poco profundo levantado sobre un pie que se ensancha en la base, y con dos asas enfrentadas) elaborado en la Antigua Grecia. Datada entre del año 520 - 420 a. C, fue pintada por el artista ateniense Esón, que comporta su categoría de obra maestra dentro de la cerámica griega de figuras rojas. 
Todo parece indicar que fue elaborada en Ática. Pasó desde Italia a la colección del marqués de Salamanca, que fue comprada por el Estado español en 1874 y depositada en el Museo Arqueológico Nacional de España, en Madrid, donde se conserva con el número de inventario 11265.

## Simbología
Las pinturas de Esón que decoran la copa representan las hazañas del héroe ateniense Teseo y sus enfrentamientos con diversos oponentes como por ejemplo Sinis (Σίνις) un gigante hijo de Poseidón, Procusto, bandido y posadero del Ática (o según otras versiones de las afueras de Eleusis). También se aprecian escenas de la lucha contra el Minotauro y contra Cerción, hijo de Hefesto (aunque otras versiones dicen que era hijo de Poseidón y de una hija de Anfictión o de Branco y de la ninfa Argíope). Aunque natural de Arcadia, se convirtió en rey de Eleusis (demo del Ática), además de ser un famoso ladrón.

## Características
- Estilo: griego.
- Técnica: cocción mixta al horno.
- Material: arcilla.
- Altura: 14,2 centímetros.
- Diámetro: 36,4 centímetros.
- Diámetro máximo: 45,7 centímetros.
- Diámetro del medallón: 21 centímetros.